# Dendrelaphis macrops
Espèce
Synonymes
- Dendrophis macrops Günther, 1877
- Dendrophis breviceps Macleay, 1877
- Dendrophis papuae Ogilby 1891

Dendrelaphis macrops est une espèce de serpents de la famille des Colubridae.

## Répartition
Cette espèce se rencontre en Nouvelle-Guinée en Indonésie et en Papouasie-Nouvelle-Guinée, sur Daru, sur Numfor et dans les Îles du Duc-d'York.

## Publication originale
- Günther, 1877 : On a collection of reptiles and fishes from Duke of York Island, New Ireland, and New Britain. Proceedings of the Zoological Society of London, vol. 1877, p. 127-132 (texte intégral).